# غريغ ويلان
غريغ ويلان هو لاعب كرة القدم الكندية كندي، ولد في 21 ديسمبر 1983 في إدمونتون في كندا.